# 新加坡足球俱樂部列表
新加坡足球俱樂部列表會列出位於新加坡的足球俱樂部，以下列表分別按俱樂部所屬聯賽級別排列。

## 按聯賽等級

### 新加坡超級聯賽（第一級別）
| 新加坡新潟天鵝 | Albirex Niigata Singapore FC | 裕廊東 | 裕廊東體育場   | 4 | 4 |
| 馬里士他卡沙   | Balestier Khalsa FC          | 大巴窯 | 大巴窑体育场   | - | 1 |
| 芽籠國際       | Geylang International FC     | 勿洛   | 淡滨尼体育场   | 2 | 1 |
| 後港聯         | Hougang United FC            | 後港   | 后港体育场     | - | - |
| 獅城水手       | Lion City Sailors F.C.       | 碧山   | 惹蘭勿剎體育場 | 2 | 6 |
| 淡濱尼流浪     | Tampines Rovers FC           | 金文泰 | 淡滨尼体育场   | 5 | 4 |
| 丹戎巴葛联     | Tanjong Pagar United         | 女皇鎮 | 裕廊東體育場   | - | 1 |
| 幼獅隊         | Young Lions FC               | 加冷   | 惹蘭勿剎體育場 | - | - |

## 已解散球隊
- 警察體育協會（Police Sports Association，后改名警察足球隊，1945–1995）
- 警察足球队（Police Football Club，后改名内政联，1996）
- 内政联（Home United，后改名獅城水手，1997–2019）

- 新加坡武裝體育協會（SAFSA，后改名新加坡武裝部隊，1975–2006）
- 新加坡武裝部隊（Singapore Armed Forces FC，后改名勇士，2006–2012）
- 勇士（Warriors FC，2013–2019）

- 马里士他中央（与金文泰卡沙队合并后改称马里士他卡沙，1996-2003）
- 金文泰卡沙（与马里士他中央队合并后改称马里士他卡沙，2000-2003）

- 花拉公园联（Farrer Park United）
- 大巴窑联（Toa Payoh United）
- 海洋城堡（Marine Castle United，后改名盛港海洋，1998-2001）
- 盛港海洋（Sengkang Marine，后与巴耶利峇-榜鹅队合并后改称盛港榜鹅，2002–2003）
- 巴耶利峇-榜鹅（Paya Lebar Punggol，后与盛港海洋合并后改称盛港榜鹅，2005）
- 盛港榜鹅（Sengkang Punggol，后改名後港聯，2005–2010）

- 兀蘭威靈頓（Woodlands Wellington，2015年與'後港聯合併後解散，1996–2014）
- 三巴旺流浪（Sembawang Rangers FC，1996-2003）
- 裕廊FC（Jurong FC，1997-2003）
- 甘柏联（Gombak United，1998–2002，2006–2012）

### 海外球隊
- 新麒（Sinchi FC ，2003-2005）
- 韓國超紅（Super Reds，2007-2009）
- 非洲競技（Sporting Afrique FC，2006）
- 辽宁广原（Liaoning Guangyuan，2007）
- 大连实德四五（Dalian Shide Siwu，2008）
- 文萊DPMM（DPMM FC，2009-2020）
- 北京国安精英队（Beijing Guoan Talent Singapore FC，2010）
- 明星（法语：Étoile Football Club）（Étoile FC，2010-2011）
- 幼虎隊（Harimau Muda A，2012）
- 幼虎B隊（Harimau Muda B，2013-2015）